# Юніс Гейсон
Ю́ніс Ге́йсон (англ. Eunice Gayson; 17 березня 1928 — 8 червня 2018) — англійська акторка, найбільш відома першою роллю дівчини Джеймса Бонда, Сільвії Тренч, у перших двох фільмах про нього — «Доктор Ноу» та «З Росії з любов'ю». Перша жінка, яку можна побачити в «Доктора Ноу» разом з Бондом.

## Ранні роки
Юніс Гейсон народилася в Кройдоні (Суррей).
Дочка Юніс Гейсон з'явилася у сцені з казино у фільмі про Бонда «Золоте око» (1995).
Юніс Гейсон померла 8 червня 2018 у віці 90 років.

## Кар'єра
Протягом кількох років Гейсон грала роль Фрау Шредер (Баронеси) в лондонській постановці Звуків музики The Palace Theatre, виконуючи дві пісні, які були взяті з екранізації цього мюзиклу.
Спочатку Гейсон мала бути постійною учасницею серії фільмів про Бонда, але творці фільмів відмовилися від її персонажки. Також спочатку Гейсон мала зніматися в ролі Міс Маніпенні, але роль віддали канадській акторці Лоїс Максвелл. Голос Гейсон у фільмах «Доктор Ноу» та «З Росії з любов'ю» був перезаписаний голосом акторки озвучення Ніккі-ван-дер-Зіл, так само як і голоси майже всіх акторок, що з'являлися в перших двох фільмах про Бонда, хоча справжній голос Юніс Гейсон можна почути в початкових трейлерах до фільму «Доктор Ноу».
Юніс Гейсон виконала головну роль у фільмі жахів студії Hammer Film Productions під назвою «Помста Франкенштейна». Вона також знімалася в таких телесеріалах, як «Святий» та «Месники».

## Фільмографія
| Рік  |   | Українська назва      | Оригінальна назва           | Роль            |
| ---- | - | --------------------- | --------------------------- | --------------- |
| 1952 | ф | Міс Робін Гуд         | Miss Robin Hood             | Пем             |
| 1953 | ф | Street Corner         | Street Corner               |                 |
| 1954 | ф | Dance, Little Lady    | Dance, Little Lady          |                 |
| 1956 | ф | The Last Man to Hang? | The Last Man to Hang?       | Елізабет Ендерс |
| 1957 | ф | Carry on Admiral      | Carry on Admiral            | Джейн Годфрі    |
| 1958 | ф | Помста Франкенштейна  | The Revenge of Frankenstein | Маргарет        |
| 1962 | ф | Доктор Ноу            | Dr. No                      | Сільвія Тренч   |
| 1963 | ф | З Росії з любов'ю     | From Russia with Love       | Сільвія Тренч   |

| Рік  | Назва                                     | Роль                           | Примітки            |
| ---- | ----------------------------------------- | ------------------------------ | ------------------- |
| 1948 | Мій брат Джонатан / My Brother Jonathan   | Дівчинка/Young Girl            |                     |
| 1948 | Це трапилося в Сохо /It Happened in Soho  | Джулі/Julie                    |                     |
| 1949 | Хагетти за кордоном]/The Huggetts Abroad  | Пеггі/Peggy                    | У титрах не вказана |
| 1949 | Мелодія у темряві/Melody in the Dark      | Пет Еванс/Pat Evans            |                     |
| 1950 | Танцювальний зал/Dance Hall               | Мона/Mona                      |                     |
| 1951 | To Have and to Hold                       | Пеггі/Peggy                    |                     |
| 1952 | Down Among the Z Men                      | Дружина офіцера/Officer's Wife | У титрах не вказана |
| 1953 | Street Corner                             | Джэнет/Janet                   | У титрах не вказана |
| 1954 | Танцюй, маленька леді]/Dance, Little Lady | Ейдел/Adele                    |                     |
| 1954 | Просто одна людина/Just One Man           |                                |                     |
| 1955 | Із-за хмар/Out of the Clouds              | Пенні Хенсон/Penny Henson      |                     |
| 1956 | Зарак/Zarak                               | Кеті Інгрем/Cathy Ingram       |                     |
| 1957 | Легкі пальчики/Light Fingers              | Роуз Лівенхем/Rose Levenham    |                     |

## Робота на телебаченні
| Рік  | Назва                        | Роль                            | Примітки                  |
| ---- | ---------------------------- | ------------------------------- | ------------------------- |
| 1955 | Count of Twelve              | Велері Дайсон/Valerie Dyson     | серія «Blind man's Bluff» |
| 1963 | Святий/The Saint             | Нора Прескотт/Nora Prescott     | 1 серія                   |
| 1964 | Небезпечна людина/Danger Man | Луїз Бенкрофт/Louise Bancroft   | 1 серія                   |
| 1965 | Святий/The Saint             | Крістін Грэнер/Christine Graner | 1 серія                   |
| 1966 | «Месники» /The Avengers      | Люсіль Бенкс/Lucille Banks      | 1 серія                   |
| 1967 | Before the Fringe            |                                 | 2-і серії                 |
| 1972 | Приключенец/The Adventurer   | Графиня Марія/Countess Marie    | 1 серія                   |
| 2013 | Майстер-шеф/MasterChef       | Зіграла саму себе               | (остання поява)           |